# Psychotria klainei
Psychotria klainei är en måreväxtart som beskrevs av Raymond Albert Alfred Schnell. Psychotria klainei ingår i släktet Psychotria och familjen måreväxter. Inga underarter finns listade i Catalogue of Life.